# 배신 트라우마
배신 트라우마(Betrayal Trauma)는 기존의 트라우마와는 다른 형태를 보여주는 트라우마의 일종이다. 이 개념은 1994년 Jennifer Freyd가 처음 소개 한 것으로, 피해자가 생존을 위해 의지하는 가까운 관계의 대상에 의해 그 신뢰 또는 안녕이 위반될 때 일어나는 트라우마이다.
배신 트라우마는 피해자가 보살핌을 주는 사람과의 관계를 유지시키기 위해 그 경험이 일어났다는 사실을 해리하게 만드는 “배신” 의 중요성을 강조한다. 또한 보살핌을 위해 보살핌을 주는 사람에게 의존할 수밖에 없는 아동들에게 인식으로부터 트라우마적 경험을 해리 시키는 필요성이 더욱 필요할 것이라고 설명한다.

## 배신 트라우마 이론
배신 트라우마 이론은 신뢰하는 대상에 의해 가해진 트라우마적인 경험이 어떠한 방식으로 기억되는지 설명하고자 하는 이론이다. Freyd (2008)에 의하면 “배신 트라우마는 개인의 생존을 위해 중요하고 의지하고 있는 사람, 혹은 기관이 개인의 신뢰와 안녕을 침해할 때 일어나며, 한가지 예로는 보호자에 의해 아동에게 가해지는 신체적, 정신적, 혹은 성적 학대로 인해 비롯 될 수 있다.

## 배신에 대한 무지
배신에 대한 무지는 배신당한 개인이 보여주는 배신에 대해 인식하지 못하거나, 알지 못하거나, 잊어버리는 상황을 말한다. 배신에 대한 무지라는 용어는 1996년에 Freyd 에 의해 처음 설명되었으며, 1999년도에 이론의 기초가 확장되었으며, 2013년에 Freyd 와 Birrell 의 배신 트라우마 이론을 통해 정립되었다.이 배신에 대한 무지는 간통이나 불평등에서 비롯되는 전통적인 트라우마로 간주되지 않은 배신을 설명하고자 한다. 배신에 대한 무지는 희생자에게만 적용되는 것이 아닌, 가해자 및 목격자 또한 의존하고 있는 개인적 관계들, 기관과의 관계들, 그리고 사회 시스템을 보존하기 위해 배신에 대한 무지를 보일 수 있다.

## 배신 트라우마를 야기할 수 있는 배신의 종류

### 아동 성 학대
아동 성 학대에는 보호자 혹은 가까운 친척에 의한 성추행이 포함될 수 있다.
배신 트라우마 이론은 유년기의 육체적, 정서적 학대를 설명하지만, 연구에 따르면 아동 성 학대는 아동의 능력을 저해시키는 더욱 근본적인 인간 윤리에 대한 위반의 성격을 지니고 있다.
 특히, 보호자 혹은 가까운 관계에 있는 대상에 의해 학대 당할 경우 트라우마의 종류와 반응에 영향을 줄 수 있다.배신 트라우마 이론은 동 성 학대가 보호자와의 애착을 유지하고 생존을 유지시키기 위해 발생되는 심리적 기억상실 혹은 해리와 밀접한 연관이 있다고 설명한다.이러한 외상은 “Betrayal Blindness”를 야기시키는 과정과 직접적인 관련이 있으며, 이는 아동 성 학대가 성적 학대를 포함하지 않은 아동기 학대에 비해 더욱 잊혀질 가능성이 높다는 연구로 뒷받침 된다.

### 기관 배신
기관 배신은 기관이 개인에게 가해진 잘못된 일이나 사고를 예방하거나 적절히 대응하지 못할 경우를 뜻한다. 트라우마적 사건을 경험하고 있는 개인이 법적, 의료적, 그리고 정신 건각적 시스템에 큰 신뢰를 하고 있을 때 이러한 기관 배신을 느낄 가능성이 높아진다. 선행 연구에서 나타난 기관 배신의 흔한 예로는 대학 캠퍼스에서의 성폭행, 카톨릭 교회에서의 성적 학대, 군 복무 중 폭행 또는 성추행(성폭행), 병원에서의 잘못된 의료 처방 등 기관 차원에서 희생장의 손실에 대해 적절한 반응을 하지 않거나 희생자를 향한 비난 등이 있다. 최근 진행되고 있는 연구의 결과에 따르면 (직장, 종교 단체, 학교 등) 기관 배신은 PTSD의 결과들을 악화 시키거나 사회적 부당함을 가져올 수 있다.
배신 트라우마 이론은 학대적인 것을 정당화 하거나, 불투명한 절차와 제도를 도입하거나, 잘못된 것들을 감추거나, 피해자와 내부 고발자를 비난하는 환경에서 더욱 잘 설명된다.

### 연인 관계 배신
연인 관계에서의 배신은 트라우마를 설명할 때, 과거의 연구들은 일부일처제 관계에서의 불신이 끼치는 영향에 초점을 두었다. 이러한 맥락에서, 연인관계에서의 배신은 무언의 합의를 위반한 것으로 해석 될 수 있다.
배신 트라우마 이론의 관점에서 연인 관계를 살펴보고자 하는 최근 연구는 가정 폭력에 중점을 두고 있다. 배신 트라우마 이론은 연인 관계에서 한쪽이 계속해서 폭력을 당하거나, 무시당하거나, 학대 당했을 경우에도 이를 신고하지 않거나 축소하여 신고하는 경우를 잘 설명해 준다.

## 배신 트라우마의 결과

### 해리
해리성 정체 장애는 의식적 기억, 정체성, 또는 주변 환경에 대한 인식의 붕괴이다. 신경학적 관점으로 보았을 때, 극심한 스트레스나 트라우마를 겪을 때의 해리는 신경 작용을 통해 장기적인 뇌 기능의 변화를 일으킬 수 있다. 연구에 따르면 배신 트라우마의 정도에 따라 (높음, 보통, 낮음) 해리의 정도에 영향을 미칠 수 있다.트라우마 및 스트레스와 관련된 정신 질병에는 해리 경험이 자주 수반된다. 연구에 따르면 트라우마 중의 해리는 개인이 의식적인 인지로부터 그들의 트라우마적인 경험을 분리할 수 있다.
배신 트라우마 이론의 맥락에서 보자면, 해리는 자신을 유지시키기 위한 적응 과정이며, 정신적인 고통으로부터 보호하기 위한 역할을 한다.해리성 정체성 장애의 사례에서 자주 나타나듯, 극단적인 해리 상황에서는 대체되는 성격이 나타날 수도 있다.